# Simulium nigricorne
Simulium nigricorne är en tvåvingeart som beskrevs av Dalmat 1950. Simulium nigricorne ingår i släktet Simulium och familjen knott.
Artens utbredningsområde är Guatemala. Inga underarter finns listade i Catalogue of Life.